# Чёрный Дор (железнодорожная станция)
Чёрный Дор — железнодорожная станция в Осташковском городском округе Тверской области.

## География
Находится в западной части Тверской области на расстоянии приблизительно 16 км на север-северо-восток по прямой от города Осташков у железнодорожной линии Осташков-Фирово.

## История
Станция была построена в 1902—1906 годах, открыта в 1907 году. В 1941 году здесь была учтена одна казарма. Позднее станция была закрыта, остался только остановочный пункт. До 2017 года входила в Святосельское сельское поселение Осташковского района до его упразднения.

## Население
| 2002 | 2010 |
| ---- | ---- |
| 22   | ↘14  |

Численность населения: 28 человек (русские 100 %) 2002 году, 14 в 2010.